# Tchornohora
La Tchornohora (en ukrainien : Чорногора, en polonais : Czarnohora, en hongrois : Feketebérc ; littéralement « montagne noire » en français) est la plus haute chaîne de montagnes de l'Ukraine. Il fait partie des Carpates orientales.
Le point culminant de la Tchornohora est le mont Hoverla (2 061 m), devant le Brebeneskul (2 035 m), le Pip Ivan (2 022 m), le Petros (en) (2 020 m) et le Hutyn Tomnatyk (2 016 m).
Entre le Hutyn Tomnatyk et le Brebeneskul se trouve le lac du Brebeneskul (de), à 1 801 mètres d'altitude, le lac le plus élevé d'Ukraine, qui appartient au système de la Tisza.
Le massif a été inclus dans la réserve de biosphère des Carpates orientales où se trouve le parc national du Synevyr.
Les montagnes sont constituées de flyschs. Les parties inférieures de la Tchornohora sont habitées par les Houtsoules.

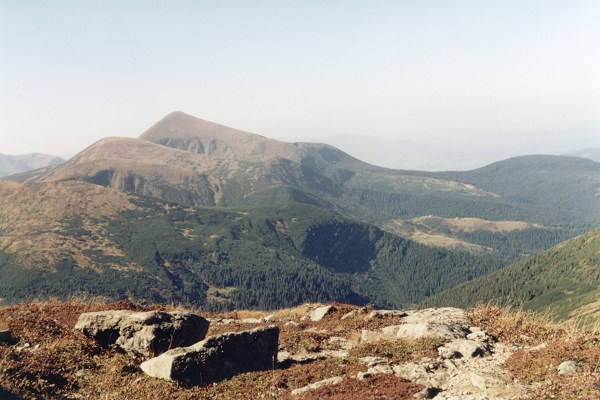
Vue de la partie septentrionale de la Tchornohora avec le mont Hoverla.
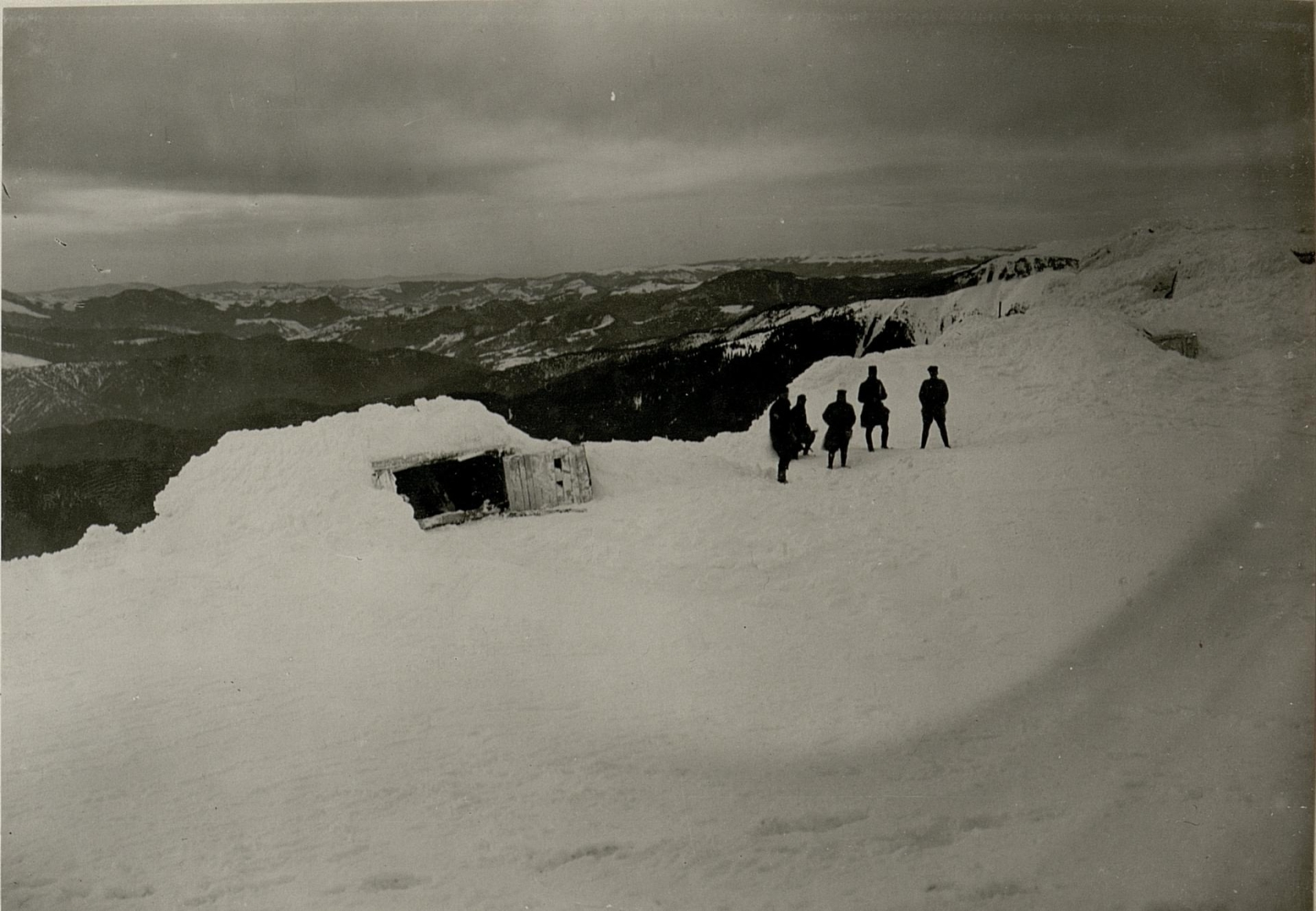
Batterie d'artillerie wurtembergeoise sur le Tchornohora pendant la Première Guerre mondiale.
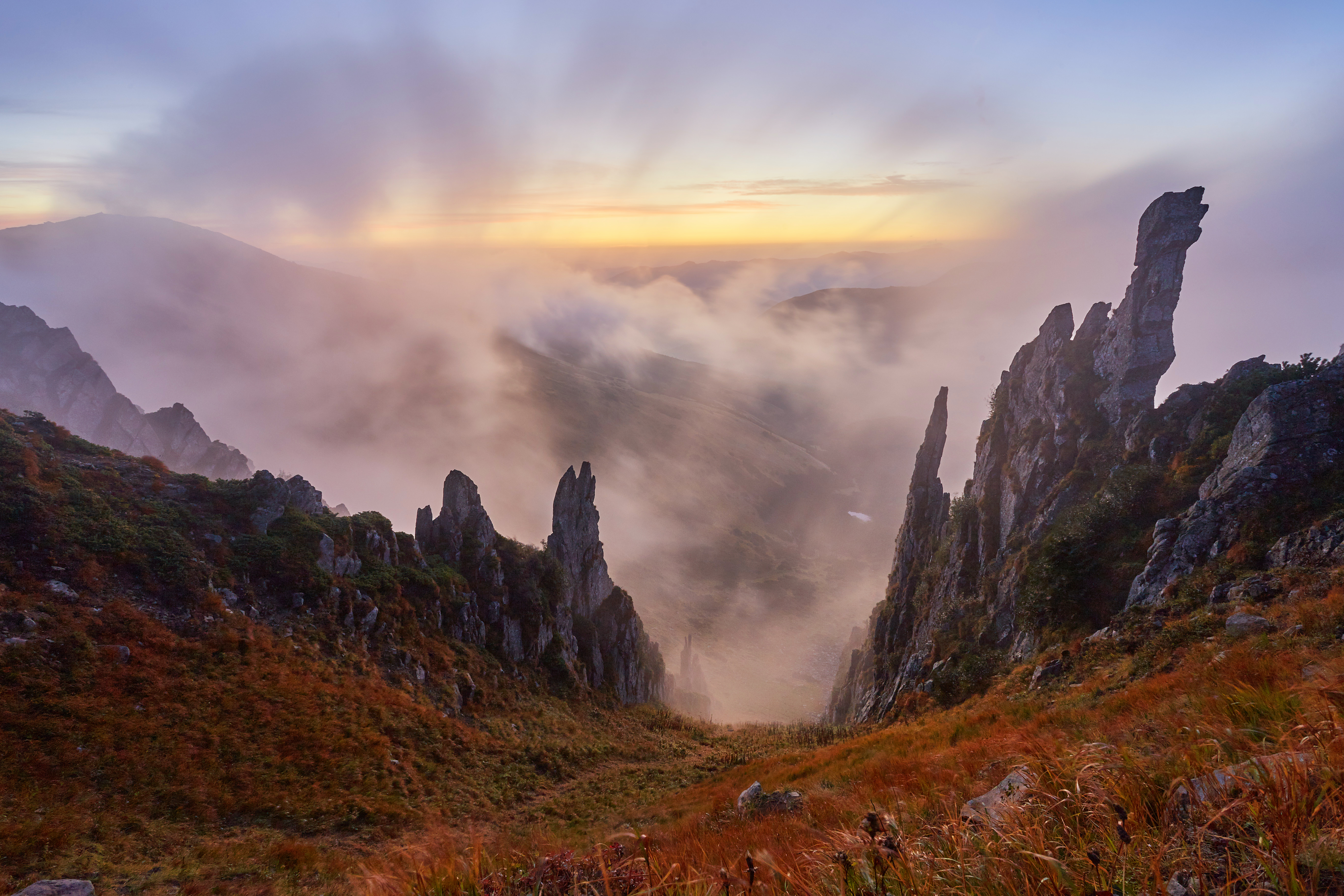
Le Shpytsi dans la Tchornohora.